# United Rugby Championship
United Rugby Championship (dawniej Pro14, Guinness Pro14, Liga Celtycka oraz Pro12) – profesjonalna liga rugby union, w której rywalizują najlepsze drużyny z Irlandii, Szkocji, Walii, Włoch i Południowej Afryki. Uważana jest za jedną z trzech najlepszych lig rugby union w Europie obok angielskiej Premiership i francuskiej Top 14.

## Format i uczestnicy rozgrywek

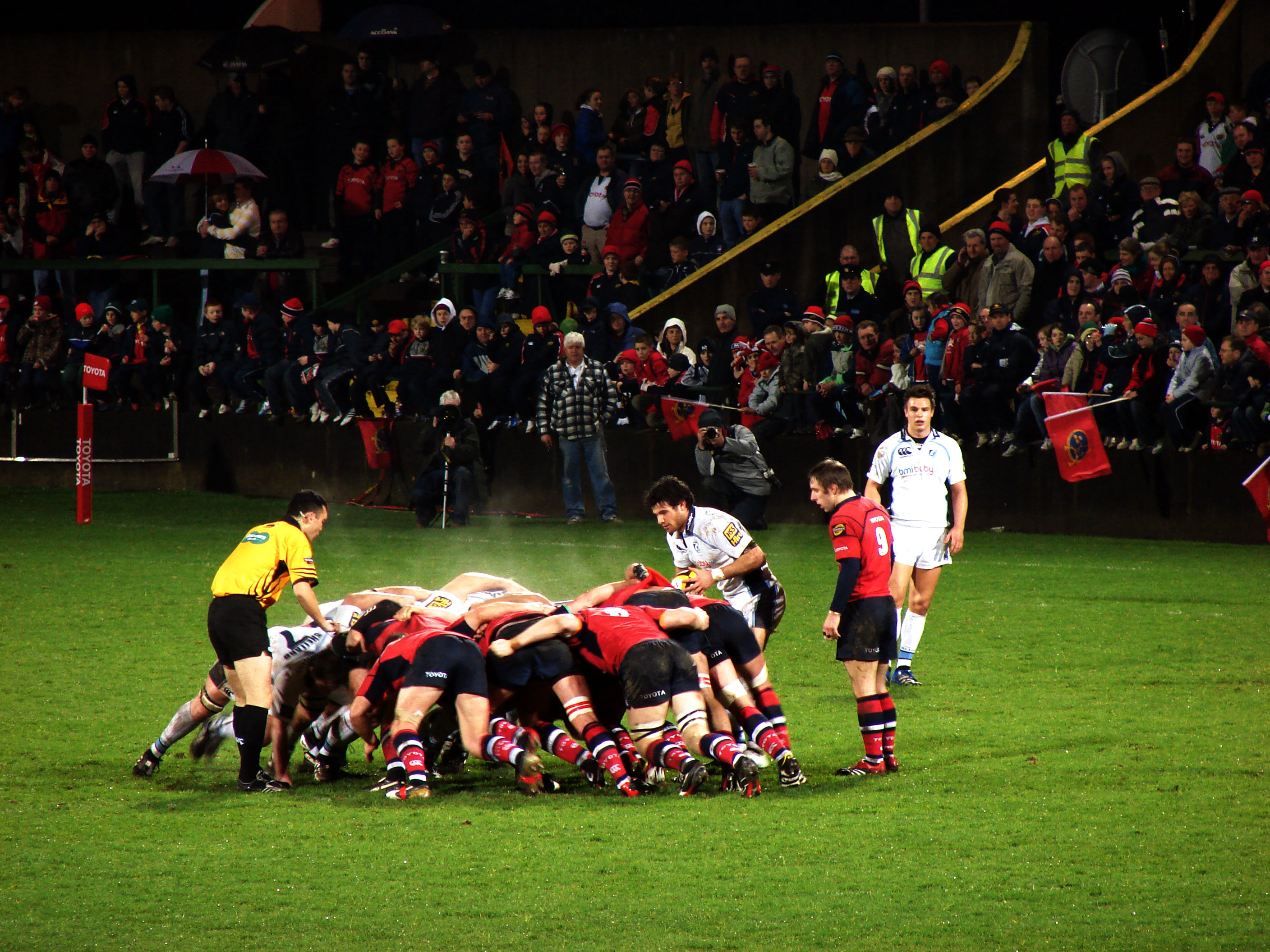
Fragment meczu Munster – Cardiff Blues z sezonu 2006/2007

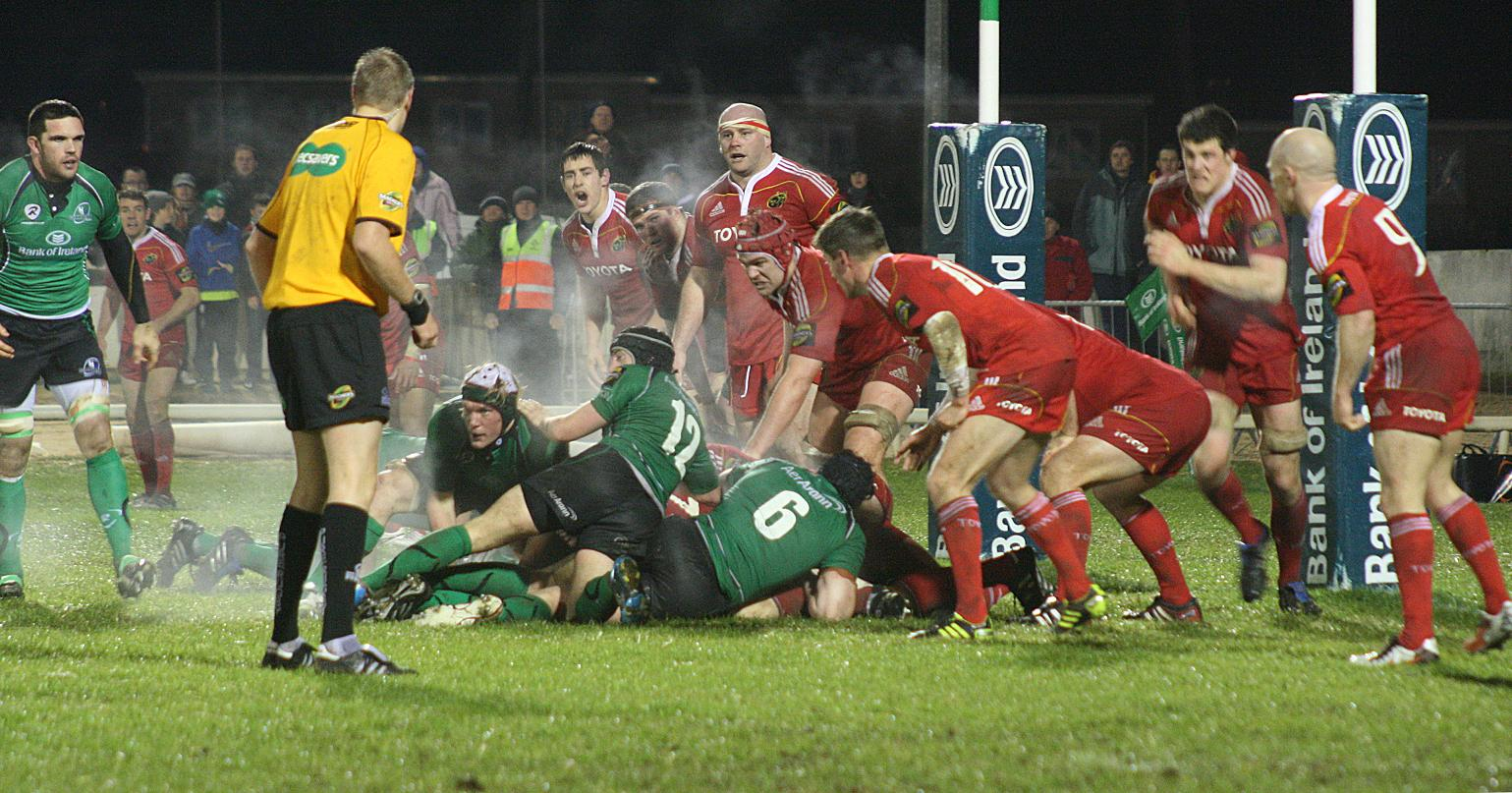
Fragment meczu Connacht – Munster z sezonu 2009/2010

Liga została założona jako Liga Celtycka w 2001 dla najlepszych drużyn z Irlandii, Szkocji i Walii. W pierwszym sezonie wzięło udział piętnaście drużyn: cztery irlandzkie zespoły prowincjonalne (Connacht, Leinster, Munster i Ulster), dwie drużyny szkockie (Edinburgh Reivers i Glasgow) oraz dziewięć walijskich klubów (Bridgend, Caerphilly, Cardiff, Ebbw Vale, Llanelli, Neath, Newport, Pontypridd i Swansea). Zespoły podzielono na dwie grupy (7- i 8-zespołową), w których rozgrywki były toczone systemem ligowym (każda drużyna rozgrywała z pozostałymi drużynami w grupie po jednym meczu), a po cztery najlepsze zespoły awansowały do fazy play-off, która kończyła się spotkaniem finałowym. W pierwszym sezonie część spotkań stanowiła jednocześnie część rozgrywek powstałej w 1999 roku Welsh-Scottish League. W drugim sezonie rozgrywek liczba drużyn została powiększona do 16 – dołączył do nich trzeci szkocki zespół, The Borders. 
Pierwsza poważniejsza zmiana formatu ligi nastąpiła w sezonie 2003/2004 i związana była z reformą rozgrywek rugby union w Walii – wprowadzono tam system zespołów prowincjonalnych na wzór Irlandii oraz Szkocji i zamiast dotychczasowych dziewięciu drużyn z tego kraju, w rozgrywkach wzięło udział pięć nowo utworzonych zespołów: Cardiff Blues, Celtic Warriors, Llanelli Scarlets, Neath-Swansea Ospreys i Newport Gwent Dragons. Łączna liczba uczestników ligi wynosiła dwanaście, zrezygnowano z podziału na dwie grupy i fazy play-off – rozgrywki toczyły się systemem ligowym, w którym każda drużyna rozgrywała z wszystkimi pozostałymi po dwa spotkania (w domu i na wyjeździe). Liga Celtycka stała się jedyną zawodową ligą rugby w krajach, z których pochodziły uczestniczące w niej kluby. System ten obowiązywał także w kolejnych latach, zmieniała się jednak liczba drużyn: już w 2004 rozgrywki opuścił jeden z niedawno powstałych walijskich zespołów prowincjonalnych Celtic Warriors, a w 2007 szkocki Border Reivers (dawniej The Borders), w ten sposób liczba uczestników została ograniczona do 10.
Od sezonu 2009/2010 powrócono do rozgrywania fazy play-off, w której uczestniczyły cztery najlepsze drużyny w tabeli ligowej po sezonie zasadniczym. W 2010 do ligi dopuszczono dwa zespoły włoskie (Benetton i Aironi), a celem tej inicjatywy było m.in. podniesienie poziomu rugby union we Włoszech. Od 2011 wprowadzono nową nazwę ligi: Pro12. W 2012 nastąpiła zmiana w składzie ligi – włoskie Aironi zostało zastąpiono przez inną drużynę z tego kraju, Zebre.
Kolejna zmiana formatu rozgrywek nastąpiła w sezonie 2017/2018 i związana była z poszerzeniem ligi o kolejne dwa zespoły. Tym razem do rozgrywek dołączyły dwie drużyny z RPA, które zostały usunięte z rozgrywek Super Rugby (Cheetahs i Southern Kings). Nazwa ligi została tym samym zmieniona na Pro14. W sezonie drużyny podzielone były na dwie konferencje (w każdej po dwie drużyny irlandzkie i walijskie oraz po jednej szkockiej, włoskiej i południowoafrykańskiej). Drużyny z jednej konferencji grały pomiędzy sobą mecz i rewanż, a ponadto rozgrywały dziewięć spotkań z drużynami z drugiej konferencji, w tym dwa o charakterze regionalnych derby. Także faza play-off została zmodyfikowana: uczestniczyły w niej po trzy najlepsze zespoły z każdej konferencji (zespoły z miejsc 2 i 3 rozgrywały ćwierćfinały, których stawką był awans do półfinałów, w których ich przeciwnikami byli zwycięzcy konferencji).
Sezon 2019/2020 z powodu pandemii COVID-19 został skrócony: nie rozegrano części fazy zasadniczej oraz ćwierćfinałów; sezonu nie dokończyły też drużyny z Południowej Afryki. Z tego samego powodu drużyny południowoafrykańskie nie mogły przystąpić do kolejnego sezonu. We wrześniu 2020 ogłoszono rozwiązanie jednej z nich (Southern Kings). W końcu 2020 podjęto decyzję o wycofania także drugiej południowoafrykańskiej drużyny, Cheetahs, i wprowadzeniu do ligi czterech drużyn uczestniczących dotąd w rozgrywkach Super Rugby: Bulls, Lions, Sharks i Stormers. W związku z tym zmieniono także format trwającego sezonu 2020/2021: postanowiono, że każda drużyna w fazie zasadniczej zagra tylko 16 meczów, a następnie zwycięzcy obu konferencji spotkają się w finale ligi (nie odbyły się ćwierćfinały i półfinały). Dzięki skróceniu w ten sposób czasu trwania rozgrywek ligowych w końcu wiosną 2021 został rozegrany dodatkowy turniej o nazwie Rainbow Cup z udziałem dotychczasowych drużyn Pro14 oraz nowo przyjętych drużyn z Południowej Afryki.
Od sezonu 2021/22 rozgrywki zmieniły nazwę na United Rugby Championship. Zmienił się format rozgrywek: drużyny podzielono na cztery grupy – irlandzką, walijską, południowoafrykańską oraz szkocko-włoską. W fazie zasadniczej każda drużyna rozgrywa 6 spotkań z rywalami ze swojej grupy (mecz i rewanż z każdym) oraz 12 spotkań z pozostałymi (po jednym spotkaniu, bez rewanżów, połowa w domu, połowa na wyjeździe). 8 najlepszych drużyn w łącznej tabeli rozgrywek awansuje do fazy play-off składającej się z ćwierćfinałów, półinałów i finału. 

## Wyniki rozgrywek
Najlepsze drużyny ligi w sezonach 2001/2002–2002/2003 (wyniki finałów):
| Sezon     | Liczba drużyn | Mistrz   | Wynik finału | Wicemistrz | Data finału | Miejsce finału                |
| --------- | ------------- | -------- | ------------ | ---------- | ----------- | ----------------------------- |
| 2001/2002 | 15            | Leinster | 24:20 (6:12) | Munster    | 15.12.2001  | Dublin, Aviva Stadium         |
| 2002/2003 | 16            | Munster  | 37:17 (22:9) | Neath      | 01.02.2003  | Cardiff, Principality Stadium |

Najlepsze drużyny ligi w sezonach 2003/2004–2008/2009 (w tych latach nie rozgrywano fazy play-off):
| Sezon     | Liczba drużyn | Mistrz                | Wicemistrz    |
| --------- | ------------- | --------------------- | ------------- |
| 2003/2004 | 12            | Llanelli Scarlets     | Ulster        |
| 2004/2005 | 11            | Neath-Swansea Ospreys | Munster       |
| 2005/2006 | 11            | Ulster                | Leinster      |
| 2006/2007 | 11            | Ospreys               | Cardiff Blues |
| 2007/2008 | 10            | Leinster              | Cardiff Blues |
| 2008/2009 | 10            | Munster               | Edynburg      |

Najlepsze drużyny ligi w sezonach od 2009/2010 (wyniki finałów):
| Sezon     | Liczba drużyn | Mistrz           | Wynik finału  | Wicemistrz       | Data finału | Miejsce finału                    |
| --------- | ------------- | ---------------- | ------------- | ---------------- | ----------- | --------------------------------- |
| 2009/2010 | 10            | Ospreys          | 17:12 (14:3)  | Leinster         | 29.05.2010  | Dublin, RDS Arena                 |
| 2010/2011 | 12            | Munster          | 19:9 (7:3)    | Leinster         | 28.05.2011  | Limerick, Thomond Park            |
| 2011/2012 | 12            | Ospreys          | 31:30 (17:9)  | Leinster         | 27.05.2012  | Dublin, RDS Arena                 |
| 2012/2013 | 12            | Leinster         | 24:18 (13:6)  | Ulster           | 25.05.2013  | Dublin, RDS Arena                 |
| 2013/2014 | 12            | Leinster         | 34:12 (14:12) | Glasgow Warriors | 31.05.2014  | Dublin, RDS Arena                 |
| 2014/2015 | 12            | Glasgow Warriors | 31:13 (21:10) | Munster          | 30.05.2015  | Belfast, Kingspan Stadium         |
| 2015/2016 | 12            | Connacht         | 20:10 (15:0)  | Leinster         | 28.05.2016  | Edynburg BT Murrayfield           |
| 2016/2017 | 12            | Scarlets         | 46:22 (29:10) | Munster          | 27.05.2017  | Dublin, Aviva Stadium             |
| 2017/2018 | 14            | Leinster         | 40:32 (21:11) | Scarlets         | 26.05.2018  | Dublin, Aviva Stadium             |
| 2018/2019 | 14            | Leinster         | 18:15 (15:10) | Glasgow Warriors | 25.05.2019  | Glasgow, Celtic Park              |
| 2019/2020 | 14/12         | Leinster         | 27:5 (10:5)   | Ulster           | 12.09.2020  | Dublin, Aviva Stadium             |
| 2020/2021 | 12            | Leinster         | 16:6 (6:6)    | Munster          | 27.03.2021  | Dublin, RDS Arena                 |
| 2021/2022 | 16            | Stormers         | 18:13 (3:7)   | Bulls            | 18.06.2022  | Kapsztad, DHL Stadium             |
| 2022/2023 | 16            | Munster          | 19:14 (12:7)  | Stormers         | 27.05.2023  | Kapsztad, DHL Stadium             |
| 2023/2024 | 16            | Glasgow Warriors | 21:16 (0:13)  | Bulls            | 22.06.2024  | Pretoria, Loftus Versfeld Stadium |
| 2024/2025 | 16            | Leinster         | 32:7 (19:0)   | Bulls            | 14.06.2025  | Dublin, Croke Park                |

## Zespoły uczestniczące w rozgrywkach
Zespoły uczestniczące w rozgrywkach:
| Walia | Szkocja                       | Irlandia                                 | Włochy             | Południowa Afryka                   |
| --- | ----------------------------- | ---------------------------------------- | ------------------ | ----------------------------------- |
| Drużyny w sezonie 2021/2022                                                                                         |                               |                                          |                    |                                     |
| - Cardiff - Dragons - Ospreys - Scarlets                                                                            | - Edynburg - Glasgow Warriors | - Connacht - Leinster - Munster - Ulster | - Benetton - Zebre | - Bulls - Lions - Sharks - Stormers |
| Drużyny występujące w lidze w przeszłości                                                                           |                               |                                          |                    |                                     |
| - Bridgend - Caerphilly - Cardiff - Ebbw Vale - Llanelli - Neath - Newport - Pontypridd - Swansea - Celtic Warriors | - The Borders                 |                                          | - Aironi           | - Cheetahs - Southern Kings         |

| Kluby z Wysp Brytyjskich | Kluby z Włoch                                                          |
| CardiffDragons (Newport)Ospreys (Swansea)Scarlets (Llanelli)EdynburgGlasgow WarriorsConnacht (Galway)Leinster (Dublin)Munster (Limerick)Ulster (Belfast) | Benetton (Treviso)Zebre (Parma)                                        |
| CardiffDragons (Newport)Ospreys (Swansea)Scarlets (Llanelli)EdynburgGlasgow WarriorsConnacht (Galway)Leinster (Dublin)Munster (Limerick)Ulster (Belfast) | Kluby z Południowej Afryki                                             |
| CardiffDragons (Newport)Ospreys (Swansea)Scarlets (Llanelli)EdynburgGlasgow WarriorsConnacht (Galway)Leinster (Dublin)Munster (Limerick)Ulster (Belfast) | Bulls (Pretoria)Lions (Johannesburg)Sharks (Durban)Stormers (Kapsztad) |

## Celtic Cup
W sezonach 2003/2004 i 2004/2005 zorganizowano także dodatkowe rozgrywki pucharowe dla zespołów występujących w lidze pod nazwą Celtic Cup.
Wyniki finałów:
| Sezon     | Liczb drużyn | Zwycięzca | Wynik finału | Przegrany         | Data finału | Miejsce finału                |
| --------- | ------------ | --------- | ------------ | ----------------- | ----------- | ----------------------------- |
| 2003/2004 | 12           | Ulster    | 27:21        | Edynburg          | 20.12.2003  | Edynburg, Murrayfield Stadium |
| 2004/2005 | 8            | Munster   | 27:16        | Llanelli Scarlets | 14.05.2005  | Dublin, Lansdowne Road        |

## Rainbow Cup
Wiosną 2021 zorganizowano dodatkowe rozgrywki dla zespołów występujących w lidze pod nazwą Rainbow Cup.
Wynik finału:
| Sezon | Liczb drużyn | Zwycięzca | Wynik finału | Przegrany | Data finału | Miejsce finału                     |
| ----- | ------------ | --------- | ------------ | --------- | ----------- | ---------------------------------- |
| 2021  | 16           | Benetton  | 35:8         | Bulls     | 19.06.2021  | Treviso, Stadio comunale di Monigo |

## Kwalifikacja do europejskich pucharów
Początkowo rozgrywki Ligi Celtyckiej nie miały wpływu na to, jakie drużyny uczestniczą w rozgrywkach Pucharu Heinekena. Kraje uczestniczące w Lidze miały zapewnione co najmniej 8 miejsc (a po przyłączeniu się Włoch – 10) w 24-zespołowych rozgrywkach europejskich (po 3 – Irlandia i Walia, po 2 – Szkocja i Włochy). Z czasem wprowadzono zasadę, że w przypadku drużyn irlandzkich i walijskich o awansie do Pucharu decyduje kolejność miejsc w poprzednim sezonie Ligi Celtyckiej.
Do istotnej zmiany zasad kwalifikacji doszło wraz z reformą formatu rozgrywek europejskich w 2014 (w ramach której Puchar Heinekena został zastąpiony przez European Rugby Champions Cup). Liczbę miejsc w rozgrywkach pucharowych najwyższego poziomu zagwarantowanych dla uczestników Pro12 ograniczono do siedmiu. O kwalifikacji decydowała klasyfikacja zespołów w poprzednim sezonie Pro12: awansowały najlepsze drużyny z każdego kraju uczestniczącego w Pro12 oraz trzy najlepsze drużyny spośród pozostałych.
Począwszy od 2018 zrezygnowano z gwarantowania miejsca dla poszczególnych federacji, a do European Rugby Champions Cup awansowało siedem najlepszych drużyn Pro14 (po trzy najlepsze z każdej konferencji oraz zwycięzca barażu między drużynami z czwartych miejsc) – przy czym pomijane były drużyny z Południowej Afryki. W 2020 w związku z powiększeniem liczby drużyn w Champions Cup uzgodniono, że będzie tam występować osiem drużyn z Pro14 (po cztery najlepsze z Europy z każdej konferencji). Począwszy od sezonu 2021/2022 wprowadzono nowe zasady awansu: zdobywali go zwycięzcy czterech grup, a liczba drużyn jest uzupełniona przez kolejne cztery najlepsze drużyny w tabeli ogólnej sezonu zasadniczego – przy czym od sezonu 2022/2023 dopuszczono drużyny z Południowej Afryki do europejskich pucharów. Następną zmianę wprowadzono od 2024 – awans uzyskiwało osiem najlepszych drużyn sezonu zasadniczego (z zastrzeżeniem, że musi znaleźć się miejsce dla zdobywców europejskich pucharów w poprzednim sezonie, jeśli będą pochodzić z URC, a zajmą miejsce niższe niż ósme).
Drużyny ligowe, które nie zakwalifikują się do Champions Cup, uczestniczą w kolejnym sezonie z rozgrywkach europejskich o niższej randze – European Rugby Challenge Cup.

## Sponsorzy tytularni rozgrywek
W latach 2006–2011 sponsorem tytularnym były browary Magners, w latach 2011–2014 Rabobank, a w latach 2014–2021 browar Guinness.